# Evippa arenaria
Evippa arenaria är en spindelart som först beskrevs av Jean Victor Audouin 1826.  Evippa arenaria ingår i släktet Evippa och familjen vargspindlar. Inga underarter finns listade i Catalogue of Life.